# Planetario Reale Eise Eisinga
Il planetario Reale Eise Eisinga (in olandese Koninklijk Eise Eisinga Planetarium, in frisone Keninklik Eise Eisinga Planetarium) è un planetario meccanico del XVIII secolo situato nella città di Franeker, in Frisia. Si tratta del più antico planetario meccanico ancora funzionante al mondo.

## Storia

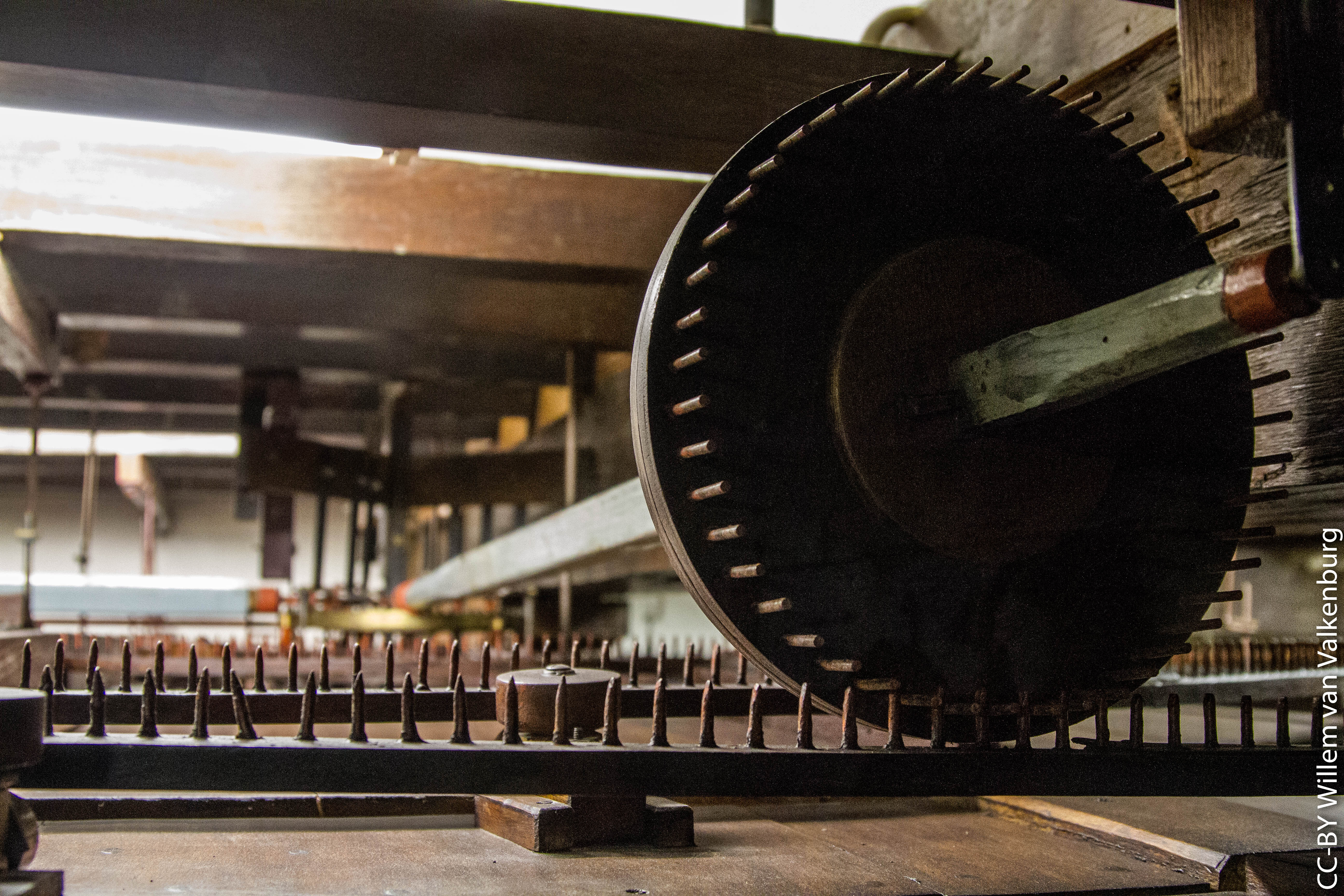
Dettaglio del meccanismo del planetario

Il planetario fu costruito tra il 1774 e il 1781 da Eise Eisinga, un cardatore di lana appassionato di astronomia, sul soffitto del soggiorno della propria casa a Franeker. Nel 1774 il teologo e predicatore frisone Eelco Alta prununciò una profezia secondo la quale, di lì a pochi mesi, alcuni dei pianeti del sistema solare sarebbero entrati in collisione tra loro e ciò avrebbe portato la Terra ad uscire dalla propria orbita intorno al sole. Eisinga decise allora di costruire il planetario per dimostrare ai suoi concittadini l'inconsistenza di tale previsione.
Eisinga costruì il planetario da solo lavorandoci nel proprio tempo libero e terminò l'opera dopo 7 anni, nel 1781. Ancora prima che il lavoro fosse terminato alcuni studiosi iniziarono ad interessarsene: nel 1780 Eisinga ricevette la visita del fisico e matematico Jan Hendrik van Swinden, che rimase impressionato dall'opera e ne pubblicò una descrizione, facendolo conoscere anche al di fuori della regione. Negli anni successivi diverse personalità vollero vedere il planetario, tra cui il principe Demetrius Augustine Gallitzin, il duca di Sassonia Gotha, lo studioso Petrus Camper e l'ammiraglio Jan Willem de Winter.
Nel 1818 anche re Guglielmo I dei Paesi Bassi volle vedere il planetario e il 28 dicembre 1825 il sovrano decise di acquistarlo: Eisinga ricevette la notevole somma di 10.000 fiorini, oltre al diritto di continuare a vivere nella casa e a 200 fiorini l'anno per le spese di manutenzione. Anni dopo re Guglielmo III dei Paesi Bassi donò il planetario alla città di Franeker, che trasformò la casa in un museo.
Il meccanismo non ha subito modifiche rispetto a come è stato costruito. Nel 1967 è stato classificato come Rijksmonument, con il numero di registro 15668.  Nel 2011 è stato candidato dai Paesi Bassi come possibile patrimonio Unesco.
Il 19 settembre 2023 il planetario è stato iscritto nella Lista dei patrimoni dell'umanità dell'UNESCO dalla quarantacinquesima sessione del Comitato del patrimonio mondiale riunito a Riad.

## Descrizione

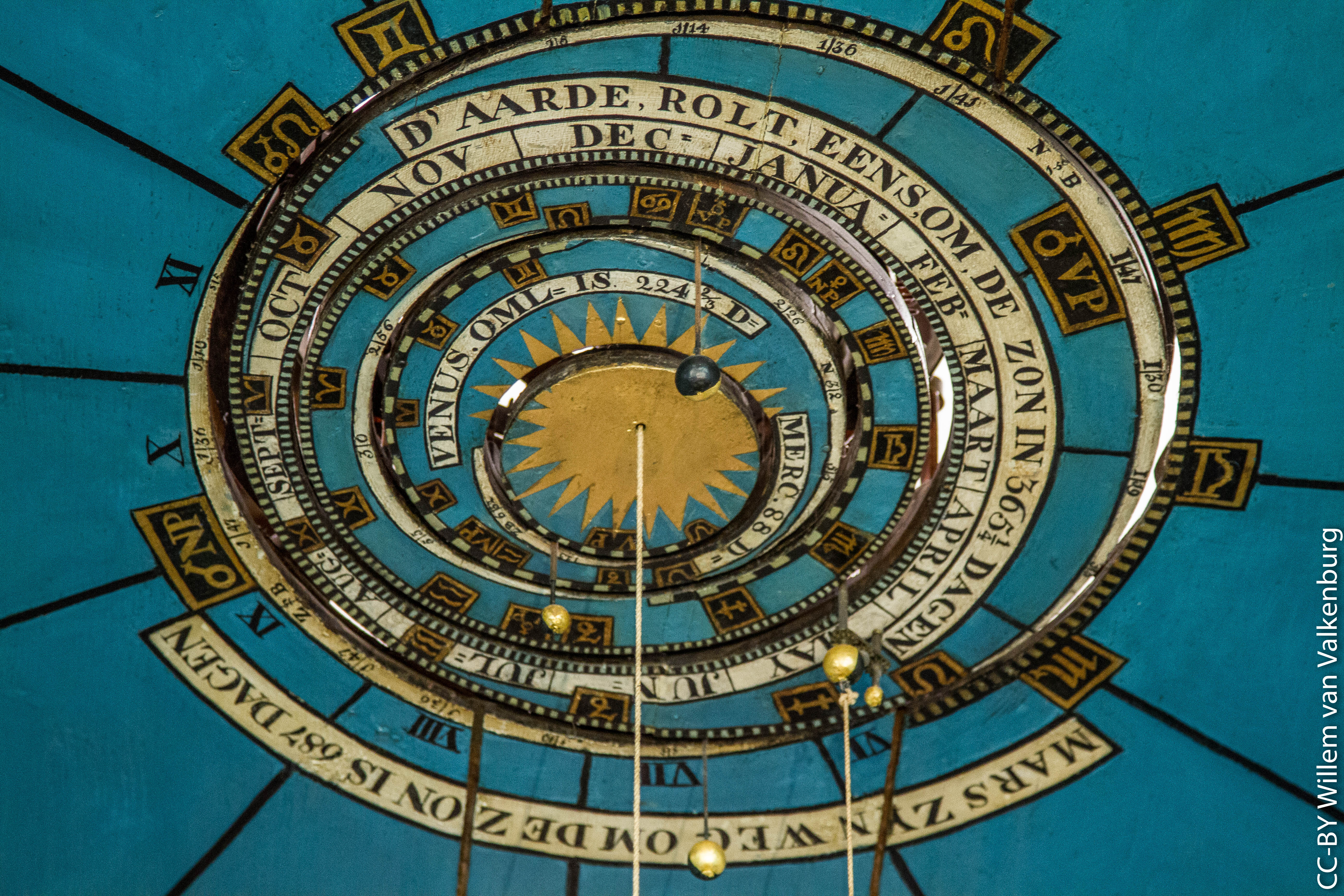
Dettaglio della parte centrale del planetario

Il planetario di Eise Eisinga è il più antico planetario meccanico ancora funzionante al mondo. Esso riproduce in modo fedele le orbite dei primi sei pianeti (Mercurio, Venere, la Terra insieme alla Luna, Marte, Giove e Saturno) intorno al sole utilizzando una scala 1:1,000,000,000,000 (in cui cioè 1 millimetro corrisponde ad 1 milione di chilometri). Quando Eisinga iniziò a lavorare al planetario gli altri pianeti del Sistema Solare non erano ancora stati scoperti (Urano venne identificato come pianeta il 13 marzo 1781 e Netturno il 23 settembre 1846) ma le loro orbite sono talmente ampie che sarebbe stata necessaria una stanza tre volte più grande per poterle comprendere utilizzando la stessa scala.

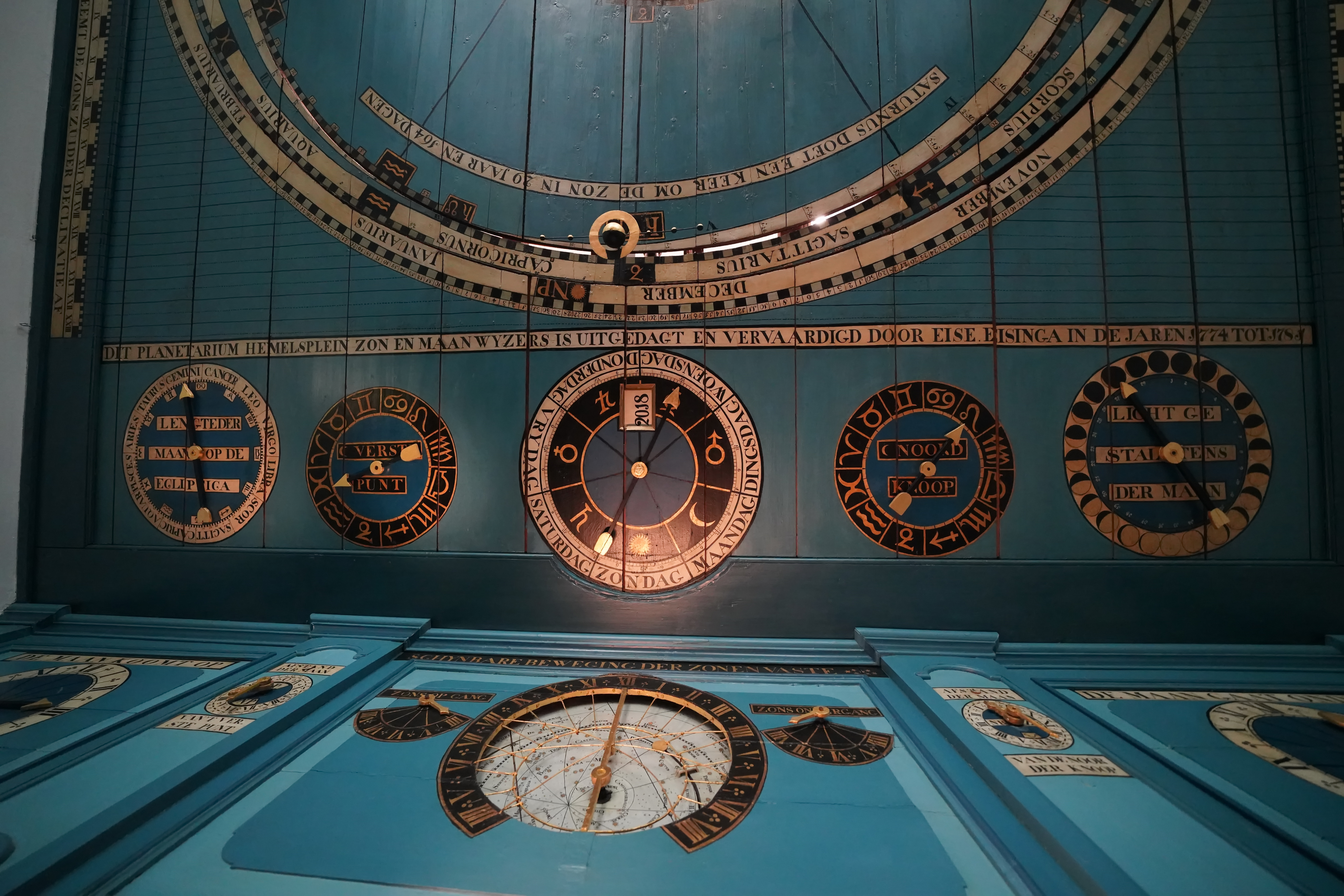
I quadranti con le fasi lunari, le costellazioni zodiacali e i giorni della settimana.

Prima di morire Eise Eisinga lasciò una precisa descrizione del funzionamento del planetario e di cosa fare per provvedere alla sua manutenzione. I pianeti sono rappresentati tramite delle piccole sfere metalliche, in cui la parte rivolta verso il sole è dipinta di colore oro. Accanto alla sfera della Terra è presente una sfera più piccola che rappresenta la Luna, la quale ruota su se stessa e intorno alla Terra in un mese. Sono presenti quattro lune anche intorno a Giove e cinque, oltre agli anelli, intorno a Saturno, ma esse non hanno moto indipendente ma sono fisse nella posizione intorno al pianeta. I tempi di rivoluzione dei vari pianeti sono riprodotti in modo fedele e ad esempio Saturno impiega quasi 30 anni a completare la sua orbita.
Oltre l'orbita di Saturno, nel lato verso la parete di fondo della stanza, sono presenti cinque quadranti che mostrano le fasi lunari, le costellazioni zodiacali e i giorni della settimana, a loro volta divisi in 24 ore. Al centro del quadrante dei giorni della settimana è presente un indicatore dell'anno in corso, che cambia allo scoccare della mezzanotte del 31 dicembre. Il planetario funziona grazie ad un meccanismo situato nel controsoffitto al di sopra del congegno, che Eisinga realizzò utilizzando oltre 10.000 pioli in legno fatti a mano.